# Жарнаж
Жарна́ж (фр. Jarnages, окс. Jarnajas) — коммуна во Франции, находится в регионе Лимузен. Департамент коммуны — Крёз. Входит в состав кантона Жарнаж. Округ коммуны — Гере.
Код INSEE коммуны — 23100.

## Население
Население коммуны на 2010 год составляло 519 человек.
| 1962 | 1968 | 1975 | 1982 | 1990 | 1999 | 2010 |
| ---- | ---- | ---- | ---- | ---- | ---- | ---- |
| 505  | 512  | 473  | 470  | 449  | 409  | 519  |

## Экономика
В 2010 году среди 329 человек трудоспособного возраста (15—64 лет) 232 были экономически активными, 97 — неактивными (показатель активности — 70,5 %, в 1999 году было 72,2 %). Из 232 активных жителей работали 191 человек (103 мужчины и 88 женщин), безработных было 41 (19 мужчин и 22 женщины). Среди 97 неактивных 27 человек были учениками или студентами, 51 — пенсионерами, 19 были неактивными по другим причинам.